# Лола Монтес
Лола Монтес, реже Монтец (исп. Lola Montez; наст. имя Мария Долорес Элизабет Розанна Гилберт (Marie Dolores Elizabeth Rosanna Gilbert); 17 февраля 1821 — 17 января 1861, Нью-Йорк) — ирландская актриса и танцовщица, фаворитка короля Баварии Людвига I, присвоившего ей титул графини фон Ландсфельд.

## Биография
Элизабет Розанна Гилберт родилась в семье шотландского офицера Эдварда Гилберта и ирландско-испанской дворянки Элизы Оливер (отпрыска испанской дворянской семьи Монтальво). С двух до пяти лет проживала в индийской Калькутте, её отец умер вскоре по прибытии туда от холеры. В 1827–1834 годах воспитывалась в доме отчима, позднее – в доме отца отчима в Шотландии, а затем до 1837 года училась в Бате в школе для благородных девиц. В 1837 году её мать решила выдать дочь за 60-летнего судью сэра Абрахама Ламли, но та не захотела за пожилого. В 1837 году Элизабет сбежала из пансиона и вышла замуж за офицера Томаса Джеймса, а в 1838 году уехала с ним в Индию. Супруги со скандалом разошлись в 1839 году в Шимле из-за интрижки Лизбет с лордом Ленноксом. В 1842 году она вернулась в Лондон, где изучала испанский язык и испанские танцы. Она также побывала с краткой образовательной поездкой в Испании.
В 1843 году Элизабет Гилберт под именем Мария де лос Долорес Поррис-и-Монтес (кратко “Лола Монтес”) вернулась в Лондон и выдавала себя за испанскую танцовщицу из Севильи, пользуясь популярностью вышедшей новеллы Проспера Мериме «Кармен». После успешного дебюта 3 июня 1843 года её разоблачили, и Лола была вынуждена бежать из Англии. В путешествиях по Европе Лолу Монтес, пускавшуюся в разные любовные аферы, сопровождали многочисленные скандалы. Первый из них случился в тюрингском графстве Рейсс-Эберсдорф. 3 сентября 1843 года в Берлине она танцевала Los Boleros de Cadix для короля Пруссии Фридриха Вильгельма IV и императора Николая I, затем во время своих гастролей вызвала возмущение в Варшаве. Из Рейс-Эберсдорфа, Берлина, Варшавы и Баден-Бадена её выдворили. В 1844 году она выступила в Парижской опере, а в 1846 году напомнила о себе в Париже после смерти на дуэли её возлюбленного Александра Дюжарри, издателя La Presse. Среди почитателей Лолы Монтес были оба Дюма: отец и сын, а также Ференц Лист, с которым она познакомилась в 1843 году в Дрездене и сопровождала его в Париж.
Проведя два года в парижском полусвете, она прибыла 5 октября 1846 года в Мюнхен, остановилась в отеле «Баварский двор» на Променадеплац и подала заявку на работу танцовщицей. Август фон Фрайс, руководивший Баварским придворным театром, отказал ей в ангажементе, и Лола Монтес попросила аудиенции у короля Людвига I. Их первая встреча состоялась 7 октября 1846 года. Уже 10 октября она выступила на сцене мюнхенского Придворного и национального театра. 14 октября там же состоялось её второе выступление. Лола Монтес переехала в отель «У золотого оленя», а затем поселилась в частных апартаментах на Терезиенштрассе. Её экономка фрау Деш, полицейский шпик, возводила на неё напраслину, что танцовщица якобы принимает по ночам студентов. В этот же период Йозеф Карл Штилер написал её знаменитый портрет, украшающий ныне Галерею красавиц в Нимфенбургском дворце.

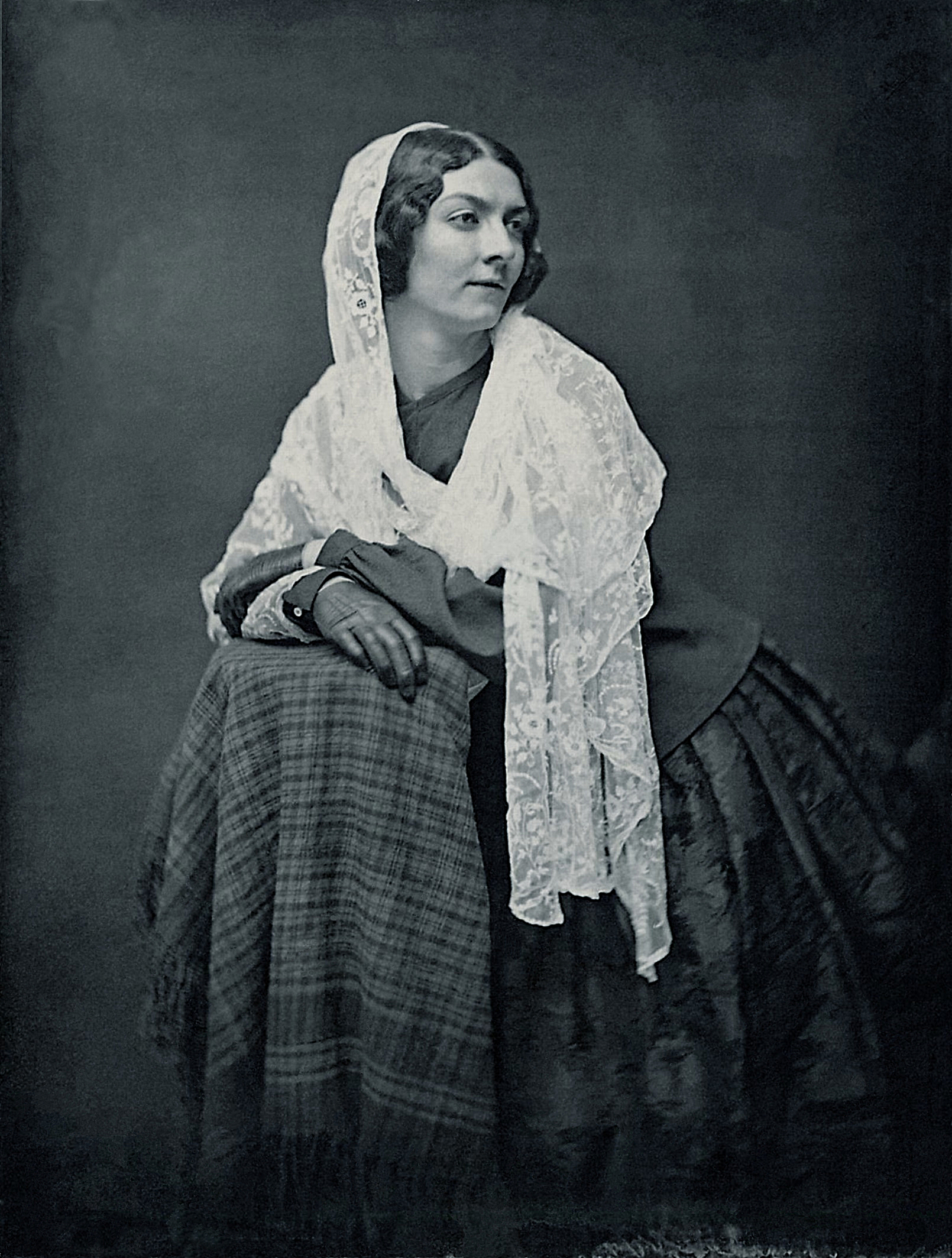
Лола Монтес в 30 лет

25-летняя танцовщица стала фавориткой 60-летнего короля, который уже спустя месяц и десять дней после её первого выступления изменил своё завещание. В его новой редакции для Лолы предусматривалась выплата 100 тыс. гульденов, если после смерти Людвига I она не будет состоять в браке или вдовствовать. Кроме того, незамужней Лоле Монтес полагалось годовое содержание в 2400 гульденов. До 1850 года, когда отношения между Лолой и королём закончились, она успела получить в действительности 158 084 гульденов, что на сегодняшний день[когда?] по покупательной способности соответствует 2,3 млн евро. Король Людвиг подарил своей возлюбленной также дворец в Мюнхене на Барерштрассе, 7, куда она въехала в 1847 году. Король регулярно бывал в гостях у Лолы Монтес с 17 до 22 часов. Иногда она принимала и других господ, в большинстве карьеристов, надеявшихся, что Лола Монтес замолвит за них словечко перед королём. Связь короля с танцовщицей быстро стала достоянием общественности и вызвала у неё неодобрение. Единственным удостоверением личности Лолы Монтес был паспорт, выданный в княжестве Рейсс-Эберсдорф, и король решил принять Лолу Монтес в баварское гражданство, но кабинет правительства и в особенности министр внутренних дел Карл фон Абель заявил о незаконности этого акта. 11 февраля 1847 года все министры баварского правительства подали в отставку, которая была принята 1 марта. Новый состав правительства был сформирован с большим трудом. Несмотря на это, Лола Монтес получила баварское гражданство, что вызвало протесты на Терезиенштрассе. 25 августа 1847 года Лола Монтес была возведена в дворянство с титулом графини фон Ландсфельд «за многочисленные благие дела для бедной Баварии».

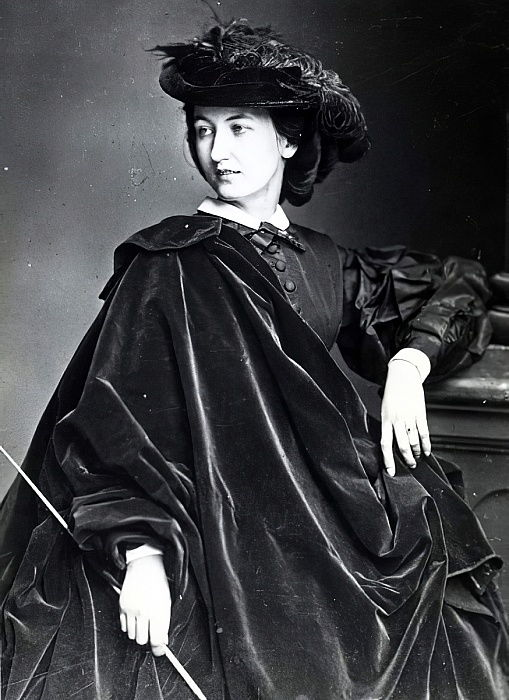
Лола Монтес, фотография Антуана Самуэля Адама-Саломона, 1860 г.

Мюнхенцы очень не любили Лолу Монтес. Попыхивая турецкой сигарой, она устраивала в Мюнхене скандалы один за другим. Её увлекала идея завести себе студенческую лейб-гвардию, и она уговорила мюнхенских студентов организовать новый студенческий союз в свою честь, а также завела интрижку с одним из студентов Пейснером. Мюнхенское студенчество было возмущено поведением Лолы Монтес, что привело к отставке нескольких профессоров и высокопоставленных чиновников. Однажды возбуждённая толпа опознала её на Театинерплац и ринулась к ней, так что Лоле пришлось даже скрываться в Театинеркирхе. По следам этих событий король Людвиг I распорядился 9 февраля 1848 года закрыть университет на зимний семестр 1848—1849 годов и приказал студентам покинуть город в три дня. 10 февраля 1848 года студенты и жители Мюнхена протестовали против этого решения перед резиденцией короля, в городе возникли беспорядки. Под давлением купечества, арендодателей и бюргерства Мюнхенский университет открылся спустя сутки, графине Ландсфельд было выдано предписание покинуть город в течение одного часа. 11 февраля 1848 года она на глазах разгневанного населения бежала в замок Блютенбург, затем в Линдау и далее в Швейцарию. Король Людвиг 16 марта на заседании совета короны объявил, что Лола Монтес более не является гражданкой Баварии. 17 марта она была объявлена в розыск. В революционной ситуации 1848 года после распространившихся слухов о якобы тайном возвращении Лолы Монтес в Мюнхен баварский монарх 20 марта отрёкся от престола. Новое правительство признало недействительным выданный Монтес диплом на графское достоинство.

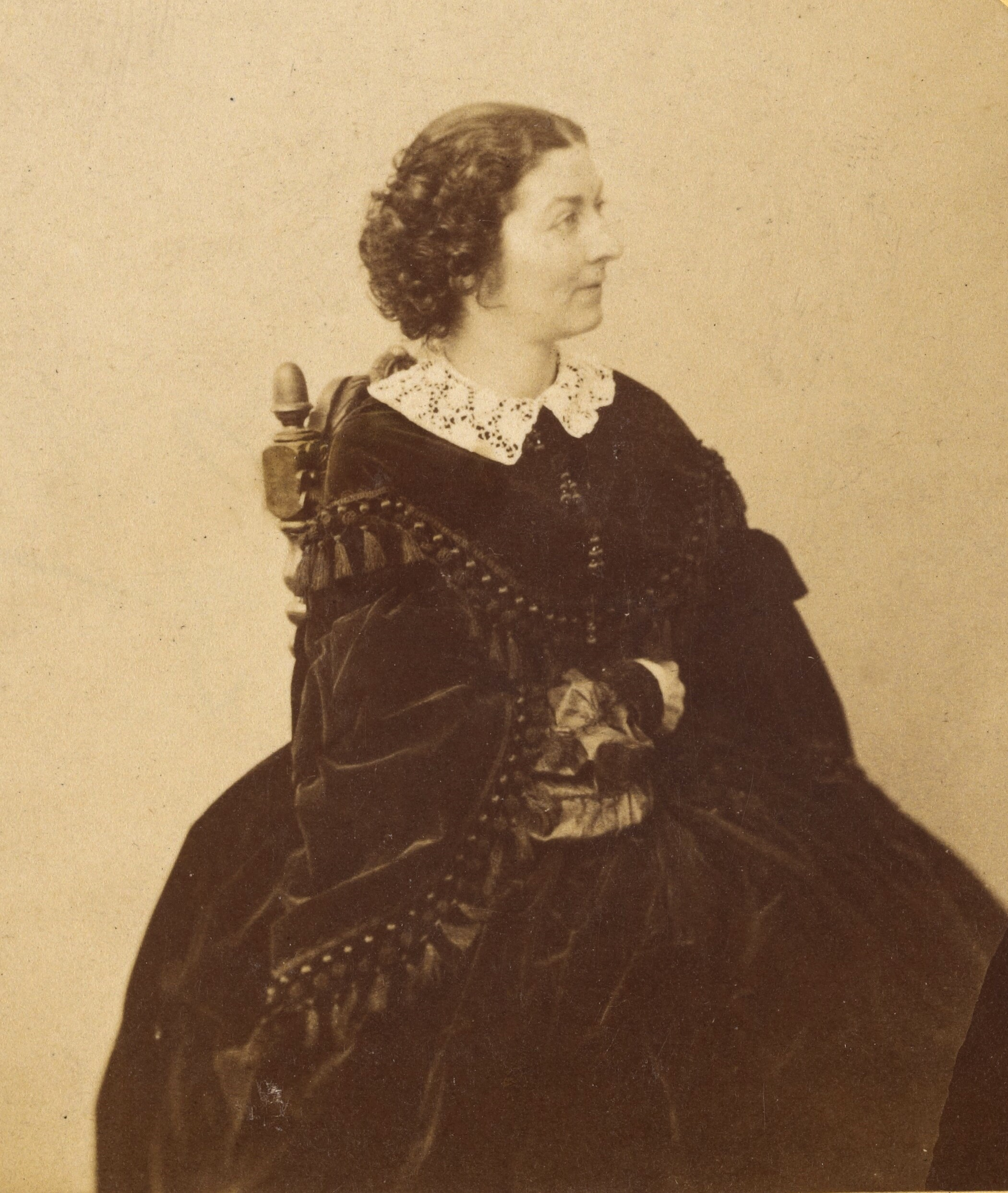
Мадам Лола Монтес, графиня Ландсфельд. Конец 1850-х гг.

Страстному коллекционеру графу Максимилиану фон Арко-Циннебергу достался окурок, брошенный Лолой Монтес во время бегства из Мюнхена, который в настоящее время демонстрируется в экспозиции Мюнхенского городского музея. В Швейцарии Лола Монтес надеялась на встречу с королём Людвигом. Из переписки между Лолой Монтес и королём следует, что Лола на деньги баварского короля вела неслыханно роскошный образ жизни. Её мимолётный возлюбленный Огюст Папон пытался шантажировать Людвига. Король охладел к Лоле Монтес только после того, как из первых уст от Пейснера узнал о её романе со студентом. Тем не менее, переписка между танцовщицей и королём продолжалась, Лола Монтес пыталась вытянуть из возлюбленного ещё денег.
В 1849 году вернулась в Лондон, где вышла замуж за молодого британского офицера Джорджа Траффорда, после чего Людвиг окончательно порвал с ней. Первый супруг Лолы Монтес был жив и здоров, поэтому её обвинили в двоебрачии, и ей вновь пришлось бежать из Англии. Со своим незаконным вторым супругом она отправилась к Средиземному морю, но вскоре супруги поссорились и расстались. Лола Монтес попыталась ещё раз завоевать своими испанскими танцами Париж и Бельгию, опубликовала мемуары, а в 1851 году перебралась в США. На Бродвее в 1852 году она выступила в ревю «Лола Монтес в Баварии» в роли самой себя. В июле 1853 года Лола Монтес вышла замуж за Патрика Халла и в августе обосновалась в Калифорнии, в Грасс-Валли. В 1855 году Лола Монтес гастролировала в Австралии, в частности, в Виктории, где своими представлениями развлекала шахтёров-золотоискателей. В 1856 году её выступлением открылся королевский театр в Каслмейне. Она отплыла в Сан-Франциско в мае 1856 года. На обратном пути её управляющий пропал в море, упав за борт. 

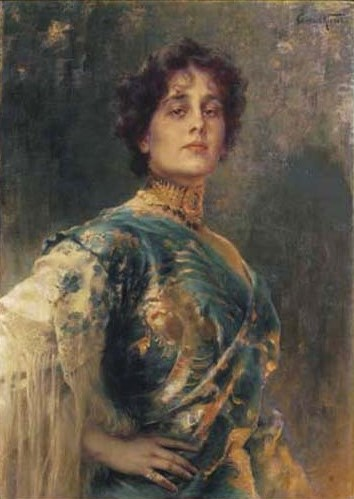
Портрет Лолы Монтес художника Конрада Кизеля.

После смерти супруга Лола Монтес в 1857 году вернулась в Нью-Йорк и позднее читала лекции на политические и социальные темы, которые приносили ей немалый доход. Лола Монтес также издавала советы по уходу и красоте, защищала «падших девушек» и под влиянием протестантского священника Чарльза Чонси Бёрра превратилась в истую христианку. К 1860 году у Лолы проявились третичные проявления сифилиса. Её состояние здоровья стало ухудшаться, Лола Монтес пережила несколько ударов, затем заболела воспалением лёгких, от которого умерла спустя три недели. Похоронена на кладбище Грин-Вуд в Бруклине.

## Образ в кинематографе
В 1955 году историю Лолы Монтес экранизировал Макс Офюльс. Одноимённый фильм с Мартин Кароль в главной роли стал самым дорогим проектом европейской киноиндустрии со времён «Метрополиса». Из фильма следует, что в Варшаве главной героиней попытался силой овладеть влюблённый в неё князь Паскевич. Однако в реальности Паскевич приказал выслать Монтес из Варшавы.
Мелькает также в фильмах о Ференце Листе «Листомания» (1975, в роли Анулька Дзюбинська) и «Ференц Лист — Грёзы любви» (1970, в роли Лариса Трембовельская).